# El oro de Moscú
El oro de Moscú (literalment L'or de Moscou) és una pel·lícula espanyola del 2002 dirigida per Jesús Bonilla.

## Argument
Per una estranya coincidència del destí, algú rep una informació extraconfidencial d'un ancià agonitzant que sembla un dels secrets més ben guardats de la història: l'indret on s'amaga l'or de Moscou. El receptor Íñigo, un infermer d'hospital (Santiago Segura), ho comunica al seu suposat amic, Pedro "Papeles" Aparicio (Jesús Bonilla), qui treballa a El País. Tots dos comencen una aventura estrafolària i plena de misteris en què han de recórrer a altres persones que també van caient al pou sense fons dels enigmes sense resposta.

## Repartiment
- Jesús Bonilla: Pedro "Papeles" Aparicio
- Santiago Segura: Íñigo Fuentes
- Concha Velasco: Pastora Bernal
- Alfredo Landa: Faustino Peláez
- Antonio Resines: Jacinto
- Alexis Valdés: Vladimir
- María Barranco: Alejandra
- Gabino Diego: Felipe "IBM / Bill Gates"
- Neus Asensi: Gloria
- José Luis López Vázquez: Beltrán (vell)
- Carmen Vicente-Arche: Carmen
- Idelfonso Tamayo: Arencibia
- Joel Angelino: Mansueto
- Chiquito de la Calzada: pare d'Íñigo
- Juan Luis Galiardo: Alberto Tajuña